# Hylophorbus rainerguentheri
Hylophorbus rainerguentheri é uma espécie de anfíbio anuro da família Microhylidae. Está presente na Papua Nova Guiné. A UICN classificou-a como deficiente de dados.